# جک گلگر
جک گلگر (انگلیسی: Gentleman Jack Gallagher؛ زادهٔ ۷ ژانویهٔ ۱۹۹۰) کشتی‌گیر کشتی حرفه‌ای اهل بریتانیا است.